# Pío Romero Bosque

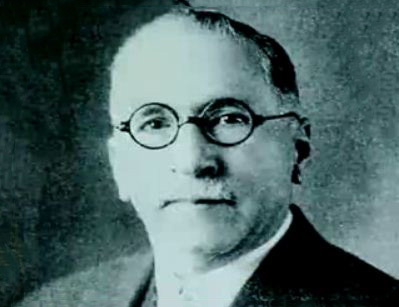
Pío Romero Bosque

Pío Romero Bosque (* 1860 in Suchitoto; † 10. Dezember 1935 in Managua, Nicaragua) war vom 1. März 1927 bis 28. Februar 1931 Präsident von El Salvador.

## Leben
Seine Eltern waren Rosario Bosque und Serapío Romero. Er studierte Rechtswissenschaft und arbeitete als Richter und Staatsanwalt. Von 1889 bis 1891 war er Richter in Zacatecoluca und 1892 wurde er zum Nachrücker in das Parlament gewählt. In den Regierungen von Präsident Jorge Meléndez (1919–1923) und Alfonso Quiñónez Molina (1923–1927) war er Kriegs- und Innenminister. Mit der Unterstützung der Meléndez-Quinonez-Dynastie wurde er zum Präsidenten gewählt. Er trat sein Amt am 1. März 1927, mitten in einem Klima der politischen Unterdrückung, an. Sein Regierungsminister war Manuel Mendoza.

## Demokratie in El Salvador
Anfang des 20. Jahrhunderts hatten in El Salvador Männer das aktive, mündliche und öffentliche Wahlrecht. Beschränkungen durch Rasse, Schreibkundigkeit oder Klasse gab es in Bezug auf das aktive Wahlrecht nicht.
Der Vater von Ernesto Antonio Claramount Roseville, General Antonio Claramount Lucero Militärgouverneur von Usulután, berichtete, dass die übliche Gewalt anlässlich von Wahlen in der Zeit der Regierung von Pío Romero Bosque erkennbar abnahm. Übereinstimmend wird berichtet, dass die Wahlen 1931, welche unter seiner Herrschaft vorbereitet und durchgeführt wurden, relativ frei und unverfälscht durchgeführt wurden.
Das Mittel, das Pío Romero und seine Minister anwandten, war die Wahlannullierung. Die Bürger hatten das Recht, Unregelmäßigkeiten bei den Wahlen in ihren Municipios anzuzeigen. Die Regierung hatte die Macht, die Vorwürfe zu untersuchen und Wahlen mit Wahlbetrug zu annullieren.
Vor der Regierung von Bosque waren Wahlannullierungen selten, da die Wahlen per Definition irregulär waren. Mit Bosque verdreifachten sich die Wahlannullierungen. Von 1919 bis 1923 gab es weniger als zehn Wahlannullierungen pro Jahr, nach 1927 gab es etwas mehr als 30.
Während seiner Präsidentschaft stürzten 1929 infolge der Weltwirtschaftskrise die Kaffeepreise dramatisch.